# شلدا بده
شلدا بده (انگلیسی: Shelda Bede؛ زادهٔ january ۱, ۱۹۷۳ (۵۲ سال)) یک بازیکن والیبال اهل برزیل است.